# Tłuszcz (zespół muzyczny)
Tłuszcz (biał. Тлушч) – białoruski zespół rockowy, założony w sierpniu 2012 roku w Mińsku przez byłych członków grupy Zawułak Vinni Stigmy – wokalistę i gitarzystę Pawła Biełego i perkusistę Pawła Płutaua oraz przez basistę Andreja Swiryda. Zespół wydał dotychczas dwa albumy studyjne, dwa minialbumy oraz kilka singli i teledysków. Teksty piosenek pisane są głównie w języku białoruskim, a większość z nich jest utrzymana w żartobliwej i ironicznej stylistyce. Grupa koncertuje po Białorusi i krajach ościennych – w swojej historii kilkukrotnie występowała w Polsce, a także wzięła udział m.in. w festiwalach Bulbana 2013 oraz Basowiszcza 2014. Utwór „Wiecznaść” nagrany przez Tłuszcz został wykorzystany w polskim serialu szpiegowskim Nielegalni.

## Skład

### Obecny skład zespołu
- Pawieł Bieły – wokal, gitara, klawisze (od 2012)
- Siarhiej Ryłaks – gitara (od 2016)
- Andrej Swiryd – gitara basowa, wokal (od 2012)
- Ihar Bandarenka – perkusja (od 2014)

### Byli członkowie zespołu
- Pawieł „Płut” Płutau – perkusja (2012–2014)
- Sciapan „Sciapaszka” – gitara, wokal, klawisze (2012–2013)
- Edzik Zialonka – gitara, wokal, klawisze (2014–2016)

## Dyskografia

### Albumy studyjne
| Rok  | Dane dot. albumu                                                                         |
| ---- | ---------------------------------------------------------------------------------------- |
| 2013 | Tłuszcz - Oryginalna pisownia tytułu: Тлушч - Data wydania: 30 września 2013             |
| 2014 | Zorka Wieniera - Oryginalna pisownia tytułu: Зорка Венера - Data wydania: 4 grudnia 2014 |

### Minialbumy
| Rok  | Dane dot. albumu                                                               |
| ---- | ------------------------------------------------------------------------------ |
| 2018 | Zaszkwar - Oryginalna pisownia tytułu: Зашквар - Data wydania: 9 kwietnia 2018 |

### Single
| Rok  | Dane dot. singla | Album                        |
| ---- | --- | ---------------------------- |
| 2013 | Startap - Oryginalna pisownia tytułu: Стартап - Data wydania: styczeń 2013                                                  | –                            |
| 2013 | „Błahija tancory” - Oryginalna pisownia tytułu: „Благія танцоры” - Cover zespołu Tarakany! - Data wydania: 11 kwietnia 2013 | –                            |
| 2013 | „So Damn Hard to Cum Together” - Data wydania: 8 listopada 2013                                                             | –                            |
| 2013 | „Ramonki” - Oryginalna pisownia tytułu: „Рамонкі” - Cover zespołu Lapis Trubieckoj - Data wydania: 13 listopada 2013        | Lyapis Crew: TRUbjut, vol. 3 |
| 2014 | „Perełaz” - Oryginalna pisownia tytułu: „Пэрэлаз” - Data wydania: 5 stycznia 2014                                           | –                            |
| 2014 | „Napadpitku” - Oryginalna pisownia tytułu: „Нападпітку” - Data wydania: 3 lutego 2014                                       | Zorka Wieniera               |
| 2014 | „Support Your Local (Even Shit)” - Data wydania: 12 maja 2014                                                               | –                            |
| 2014 | „Muzyka, rybak i młynar” - Oryginalna pisownia tytułu: „Музыка, рыбак і млынар” - Data wydania: 9 listopada 2014            | Zorka Wieniera               |
| 2016 | „Maładzieczna” - Oryginalna pisownia tytułu: „Маладзечна” - Data wydania: 22 marca 2016                                     | –                            |
| 2016 | „Dzień wiehana” - Oryginalna pisownia tytułu: „Дзень вегана” - Data wydania: 1 listopada 2016                               | –                            |
| 2017 | „Haradzieja” - Oryginalna pisownia tytułu: „Гарадзея” - Data wydania: październik 2017                                      | –                            |
| 2019 | Maładzik - Oryginalna pisownia tytułu: Маладзік - Data wydania: 20 listopada 2019                                           | –                            |

### Utwory z gościnnym udziałem zespołu
- Bostonskoje Czajepitije – „10 Afrabiełarusau”
- 4200 – „Nizkij chudożestwiennyj urowień”

### Wydawnictwa, na których znalazły się utwory zespołu
| Rok  | Dane dot. albumu                                                                      | Utwór              |
| ---- | ------------------------------------------------------------------------------------- | ------------------ |
| 2014 | Sick Boys from Russia - Data wydania: 1 marca 2014                                    | „She's a Knockout” |
| 2014 | Lyapis Crew: TRUbjut, vol. 3 - Data wydania: 29 listopada 2014 - Wydawca: Soyuz Music | „Ramonki”          |

## Teledyski
| Rok  | Tytuł                            | Pisownia oryginalna              | Data premiery        | Reżyser        |
| ---- | -------------------------------- | -------------------------------- | -------------------- | -------------- |
| 2013 | „Razmierkawannie”                | „Размеркаванне”                  | 20 sierpnia 2013     | Pawieł Bieły   |
| 2013 | „CorpoRat”                       | „CorpoRat”                       | 22 października 2013 | Pawieł Bieły   |
| 2014 | „Support Your Local (Even Shit)” | „Support Your Local (Even Shit)” | 12 maja 2014         | Pawieł Bieły   |
| 2018 | „Kansiorn”                       | „Кансёрн”                        | 6 kwietnia 2018      | Wola Aficerawa |